# Chiesa di San Bartolomeo (Filago)
La chiesa di San Bartolomeo di Marne si trova nell'omonima frazione del comune di Filago in provincia di Bergamo.
Si tratta di un edificio ecclesiale, romanico, risalente alla prima metà del 1100

## Storia
La chiesa viene indicata la prima volta nel 1186 e legata all'Abbazia di Pontida per privilegio di papa Urbano III. Nel 1331 nuovamente indicata come chiesa parrocchiale e presente nel territorio di Grignano e Brembate inferiore.
La consacrazione risale al 21 aprile del 1595 quando viene visitata dal vescovo di Bergamo Giovanni Battista Milani. Per l'occasione il vescovo fece dono nelle reliquie dei santi Fermo e Emerenziana che furono sigillate nell'altare maggiore. Dagli atti della visita risulta che il vescovo ordinò alla comunità di posare un fonte battesimale.
La chiesa fu completamente ricostruita nel 1904 su progetto di Virginio Muzio con la posa della prima pietra da parte del vicario generale Giosuè Signori il 12 marzo, e consacrata e intitolata a san Bartolomeo dal vescovo Giacomo Radini-Tedeschi.La torre campanaria in cotto fu completata con la cuspide su progetto di Dante Fornoni nel 1950.
L'edificio di culto fu sottoposto a interventi di ristrutturazione e ampliamento nel corso del XIX e XX secolo e di restauro tra il 1984 e il 1988 che hanno ripristinato l'aspetto esterno dell'abside

## Descrizione

### Esterno
La chiesa si presenta in stile neogotico, dal classico orientamento liturgico con abside a est e facciata a ovest in mattoncini rossi. L'ingresso principale ospita il portale in pietra con lunetta, e la facciata presenta nella parte superiore il rosone sempre in pietra. Due finestre ad arco cieche e affrescate, decorano la facciata riprendono la lunetta del portale.
Dell'edificio originario si è mantenuta, in condizioni quasi perfette, l'abside semicircolare, particolarmente interessante per l'ornatura esterna che la caratterizza.
La parete esterna dell'abside è suddivisa in cinque specchiature da sei lesene piatte da cui fuoriescono altrettante semicolonne in un tutt'uno monolitico: l'unione monolitica tra lesene e semicolonne costituisce un particolare curioso e raro da osservare nell'architettura romanica bergamasca. L'altare maggiore in marmi policromi riale al Novecento su disegno di Giulio Paleni.
Le colonne sono unite tra loro, nella parte superiore, da un corso di leggeri archetti che si appoggiano su capitelli finemente scolpiti e su semplici pieducci, di cui alcuni sono decorati con faccette antromorfiche scolpite. Decorazione analoga si riscontra nella basilica di Santa Giulia, altro esempio di romanico bergamasco.

### Interno
La struttura architettonica dell'edificio è a navata unica con la zona presbiteriale anticipata dall'arco trionfale a tutto sesto e rialzata da tre gradini in marmo di Zandobbio. La parte culminante nell'abside ospita nel coro l'ingresso all'antico abside che conserva tracce appena leggibili di affreschi di difficile datazione, e raffiguranti Madonna col Bambino e santi tra questi identificato solo san Rocco.
Tre grandi archi a ogiva dividono l'aula in quattro campate. La prima ospita nella parte superiore la cantoria, mentre la seconda due finestre con vetri colorati, che si ripetono nella quarta campata. Nella terza campata vi sono gli altari dedicati a sinistra alla Madonna e ai santi Bartolomeo e Fermo, quella a destra alla Madonna del Rosario.

## Galleria d'immagini

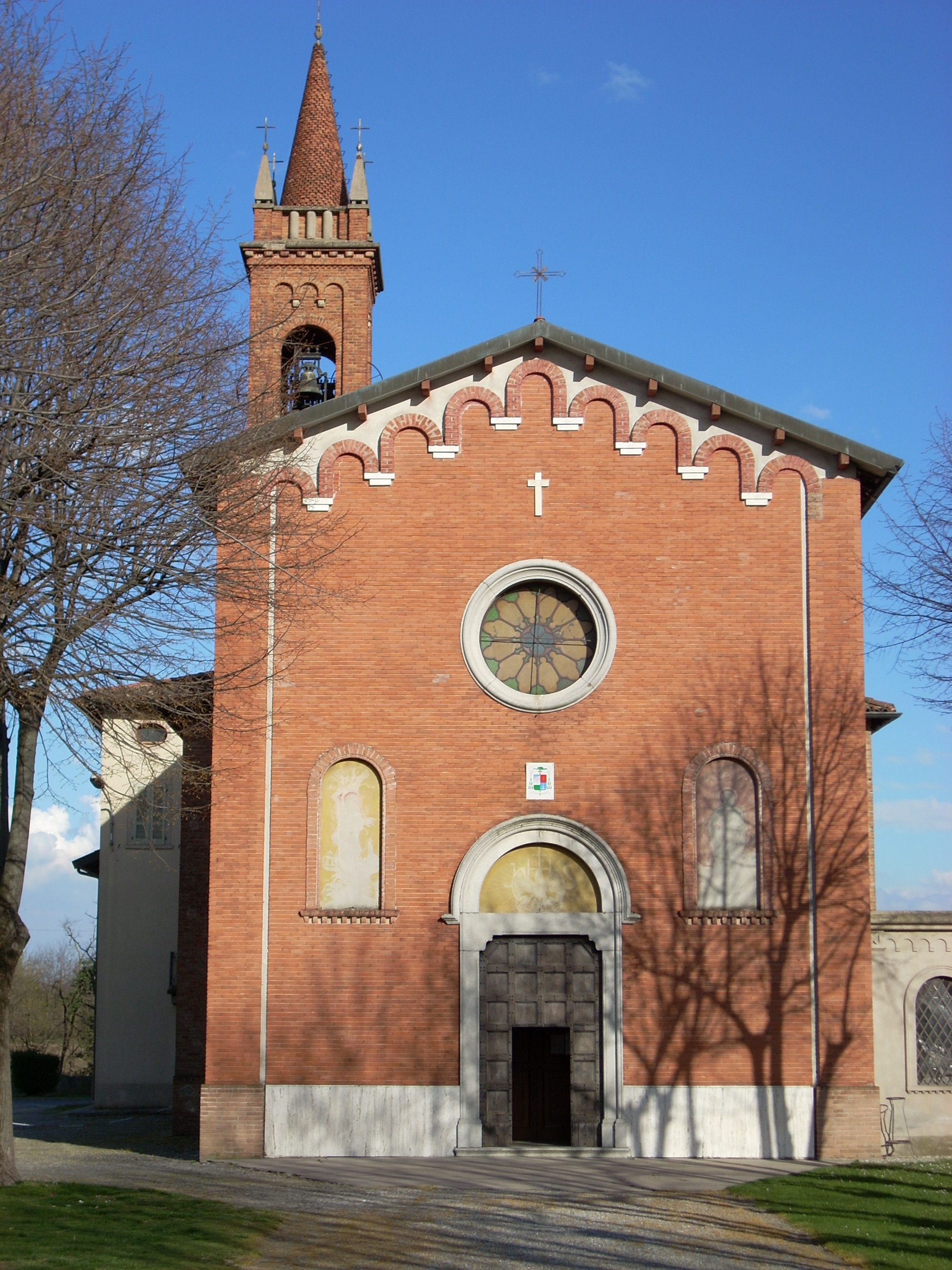
La facciata
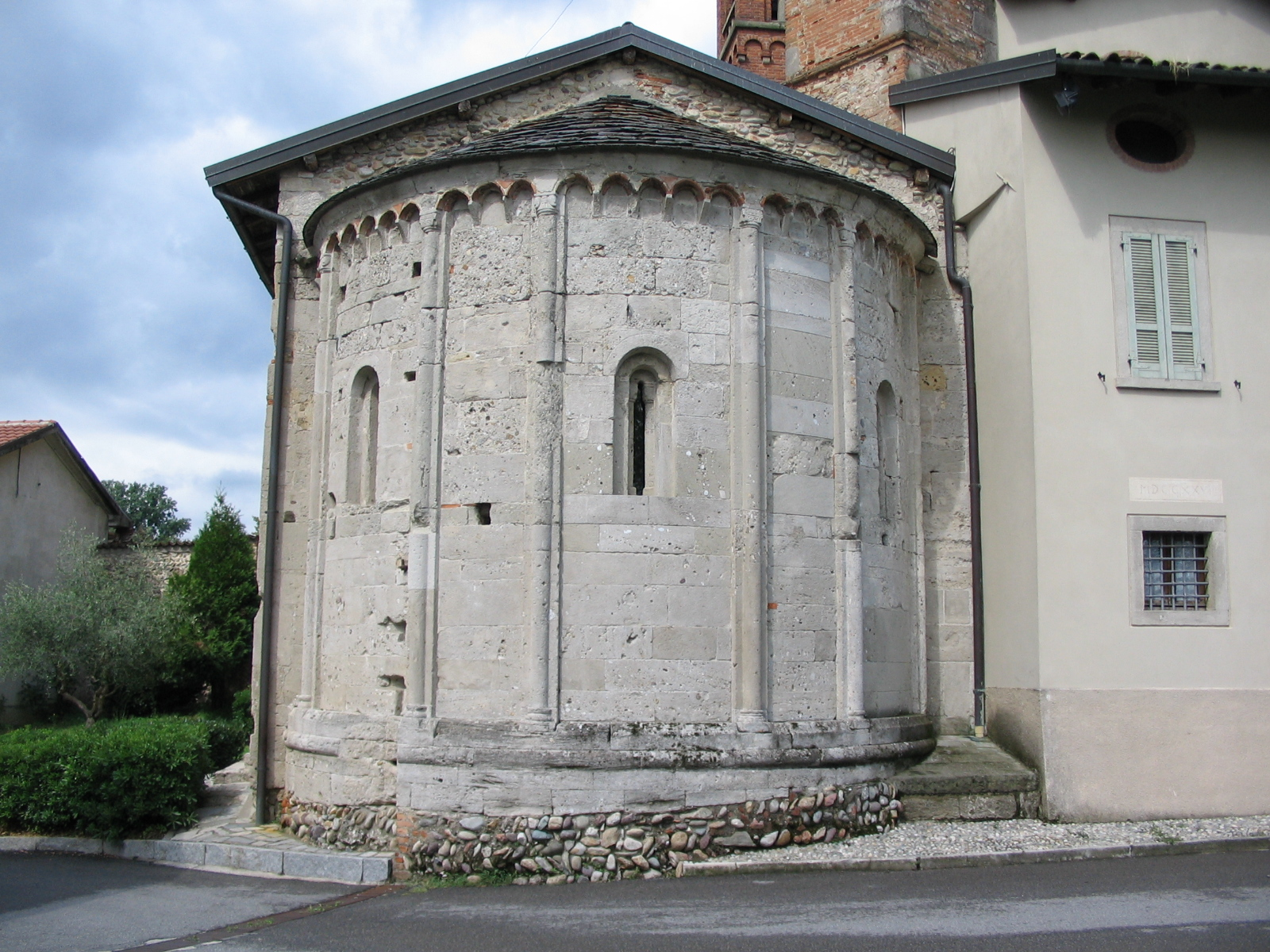
L'abside
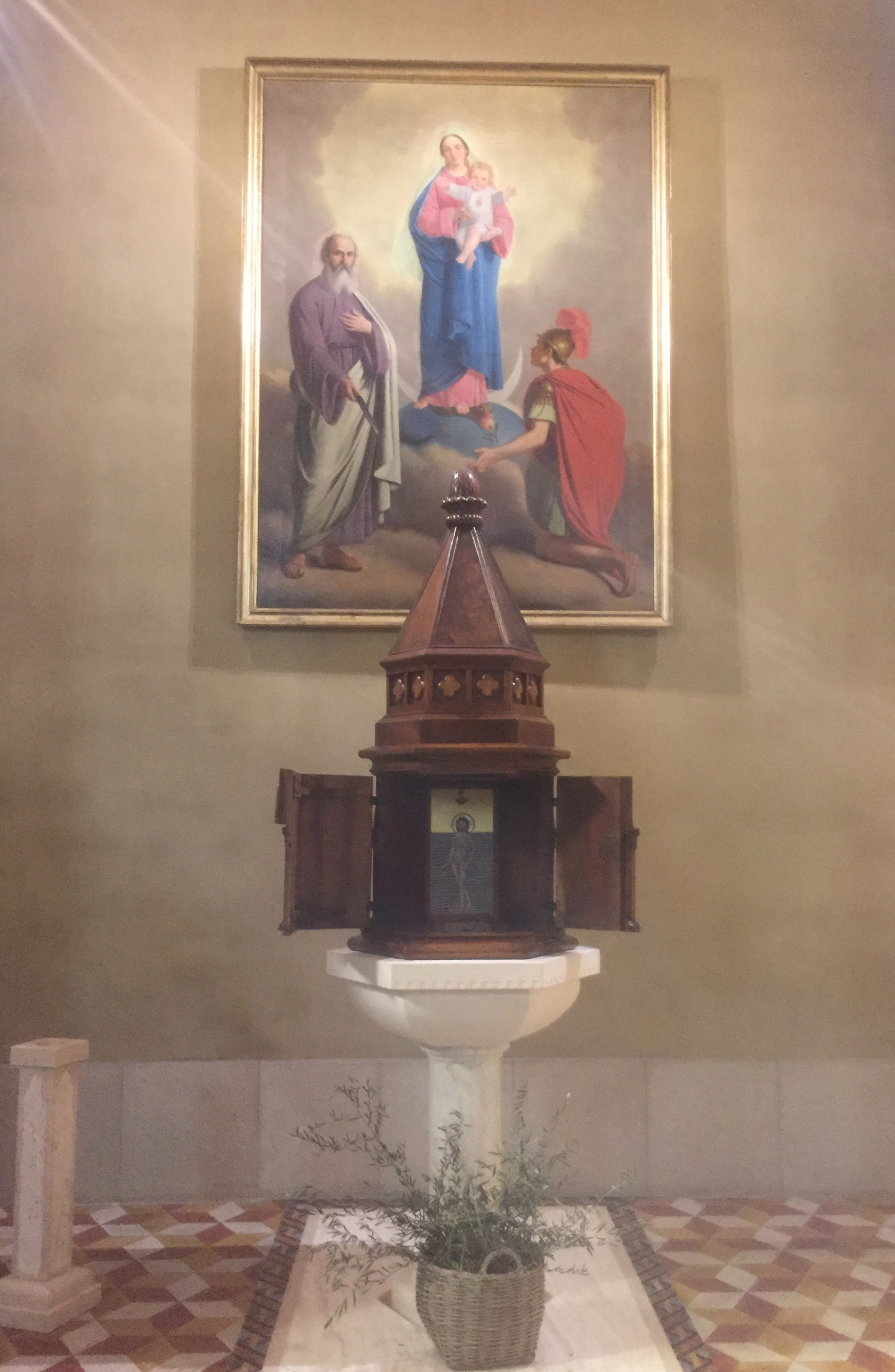
Il fonte battesimale